# مقاطعة فرانكلن (كانساس)
مقاطعة فرانكلن (بالإنجليزية: Franklin County)‏ هي إحدى المقاطعات في ولاية كانساس، الولايات المتحدة الأمريكية.

## أعلام
- ويد مور